# Drie weesgegroetjes

Wees gegroet begenadigde, de Heer is met u

De devotie van de drie weesgegroetjes is een algemeen gebruik binnen de Katholieke Kerk dat bestaat uit het (geknield) bidden van drie weesgegroetjes in de ochtend en drie weesgegroetjes in de avond.
Deze devotie wordt, in navolging van veel heiligen, gezien als een krachtig middel tegen doodzonden en bijzonder tegen de onkuisheid.

## Ontstaan en verspreiding
De heilige Antonius van Padua (1195-1231) was een van de verspreiders van deze devotie.
Een tweede heilige die deze devotie propageerde was de heilige Leonardus a Portu Mauritio (1676-1751). In vele toespraken en geschriften spoorde deze missionaris alle mensen aan om elke ochtend en elke avond drie weesgegroeten te bidden om de Onbevlekte Ontvangenis van Maria te eren en om de allerheiligste Drie-eenheid te danken voor de genaden aan Maria verleend. In een van zijn vele toespraken sprak hij: ‘Dit is een zeer heilzaam middel om uw zaligheid te verzekeren. Denk erom het bidden van de drie weesgegroetjes nooit te vergeten’
Een andere heilige die een belangrijk aandeel heeft gehad in de verspreiding van deze devotie is de heilige Alfonsus van Liguori (1696–1787). Hij riep iedereen op tot een grote godsvrucht tot Maria door onder andere het bidden van de rozenkrans maar ook door de devotie van de drie weesgegroetjes. In het bijzonder drong hij erop aan dat de kinderen deze devotie van hun ouders geleerd kregen. Van hem is ook de aanbeveling om bij het bidden van de drie weesgegroetjes na elk weesgegroetje het volgende schietgebedje te bidden: ‘Door uw onbevlekte ontvangenis o Maria, zuiver mijn lichaam en heilig mijn ziel’. Aan het eind kan men dan nog bidden: ‘Maria, behoed mij deze dag (of deze nacht) voor doodzonde.’

## Verschijning
Een van de heiligen die een verschijning heeft gehad aangaande deze devotie is Mechtildis van Helfta (1241-1299). Zij was een benedictines en bad tot Maria om haar te vragen of deze aanwezig wilde zijn bij haar dood. Maria verscheen haar toen en beloofde haar dat. ‘Maar’ sprak Maria ‘ik vraag van uw kant om elke dag drie weesgegroetjes te bidden.’
- Het eerste weesgegroetje wordt gebeden ter ere van God de Vader wiens almacht Maria’s ziel boven die van de andere schepselen verhief zodat zij, na God, de grootste macht in de hemel en op aarde heeft.
- Het tweede weesgegroetje wordt gebeden ter ere van God de Zoon die zijn ondoorgrondelijke wijsheid aan Maria mededeelde.
- Het derde weesgegroetje wordt gebeden ter ere van God de Heilige Geest die Maria’s ziel vulde met de zoetheid van Zijn liefde en zachtheid en barmhartigheid.